# Dominik Käppeler
Dominik Käppeler (* 1988 in Göppingen) ist ein deutscher Koch.

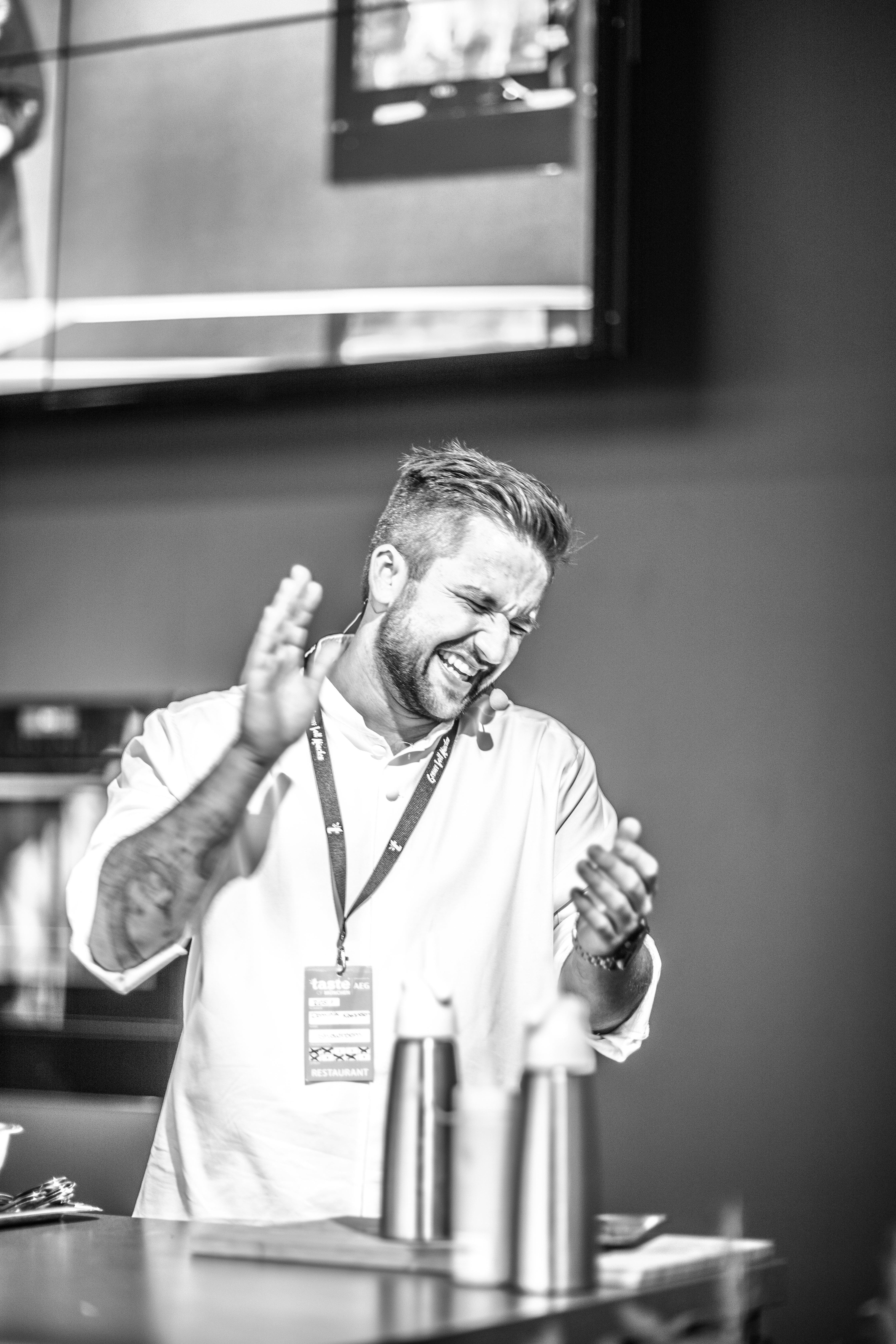
Dominik Käppeler auf einer Bühne

## Werdegang
Der Sohn einer Restaurantbesitzerin begann mit 15 Jahren seine Ausbildung bei Feinkost Käfer in München. 2006 wechselte er zum Restaurant Egern 51 in Rottach-Egern, 2007 zum Restaurant Da Mimmo in Bad Wiessee und 2008 zum Park Hotel Egerner Höfe in Rottach-Egern. 2009 folgt das Restaurant Maiwerts Fährhütte bei Dieter Maiwert in Rottach-Egern (ein Michelinstern) und 2010 das Altwirt Hotel und Restaurant in Großhartpenning. 2011 wurde er Küchenchef im Hotel Bachmair am See in Rottach-Egern und 2013 in der Fährhütte am See in Rottach-Egern. 2014 wechselte er zum Beach38 in München. 2015 ging er zum Restaurant Schweiger 2 neben Andreas Schweiger (ein Michelinstern).
2017 übernahm er das Restaurant, das nun Showroom heißt. Es wurde auch unter ihm vom Guide Michelin mit einem Stern ausgezeichnet.
Im Februar 2019 wurde ein Image-Video über Käppeler von Mercedes-Benz veröffentlicht.

## Auszeichnungen
- seit 2015: Ein Stern im Guide Michelin 2018 für das Restaurant Showroom in München
- seit 2015: 3 F im Magazin Der Feinschmecker
- seit 2015: 7/10 Pfannen im Gusto